# アスキア・ムハンマド1世
アスキア・ムハンマド1世・トゥレ（Askia Mohammad Ture、? - 1529年?/38年）は、アスキア朝ソンガイ帝国の君主（在位：1493年 - 1528年/29年）。ソニンケ族の出身で、シラ氏族のトゥレ（宗教指導者の称号）を祖先にもつ。読み書きはできないながらも、温和な性格で先見性を持つ敬虔なイスラム教徒だと伝えられている。
アスキア・ムハンマド1世はスーダン西部のフータ・トロ地方の出身で、ソンガイの軍事指揮官・政治改革者として活躍した
。称号の「アスキア」は軍隊の階級に由来する。先王を廃して即位したアスキア・ムハンマド1世は国力の増強に腐心し、西アフリカ史上に残る大国を作り上げた。アスキア・ムハンマドの治世にソンガイ帝国の版図は最大になり、ハウサランドのカノ、スーダン西部の中央地域が帝国の支配下に入る。アスキア・ムハンマドは権力の基盤を都市部に置き、厳格なイスラム教徒として振る舞った。彼の治世のソンガイではヨーロッパ・アジアとの貿易の急速な促進、多数の学校の建設が起こり、国家の体制にはイスラム教が不可欠なものになっていた。
アスキア・ムハンマドの布いた政策によってソンガイ帝国に前例の無い文化復興がもたらされ、帝国は学術と交易の中心地として繁栄した。

## 生涯

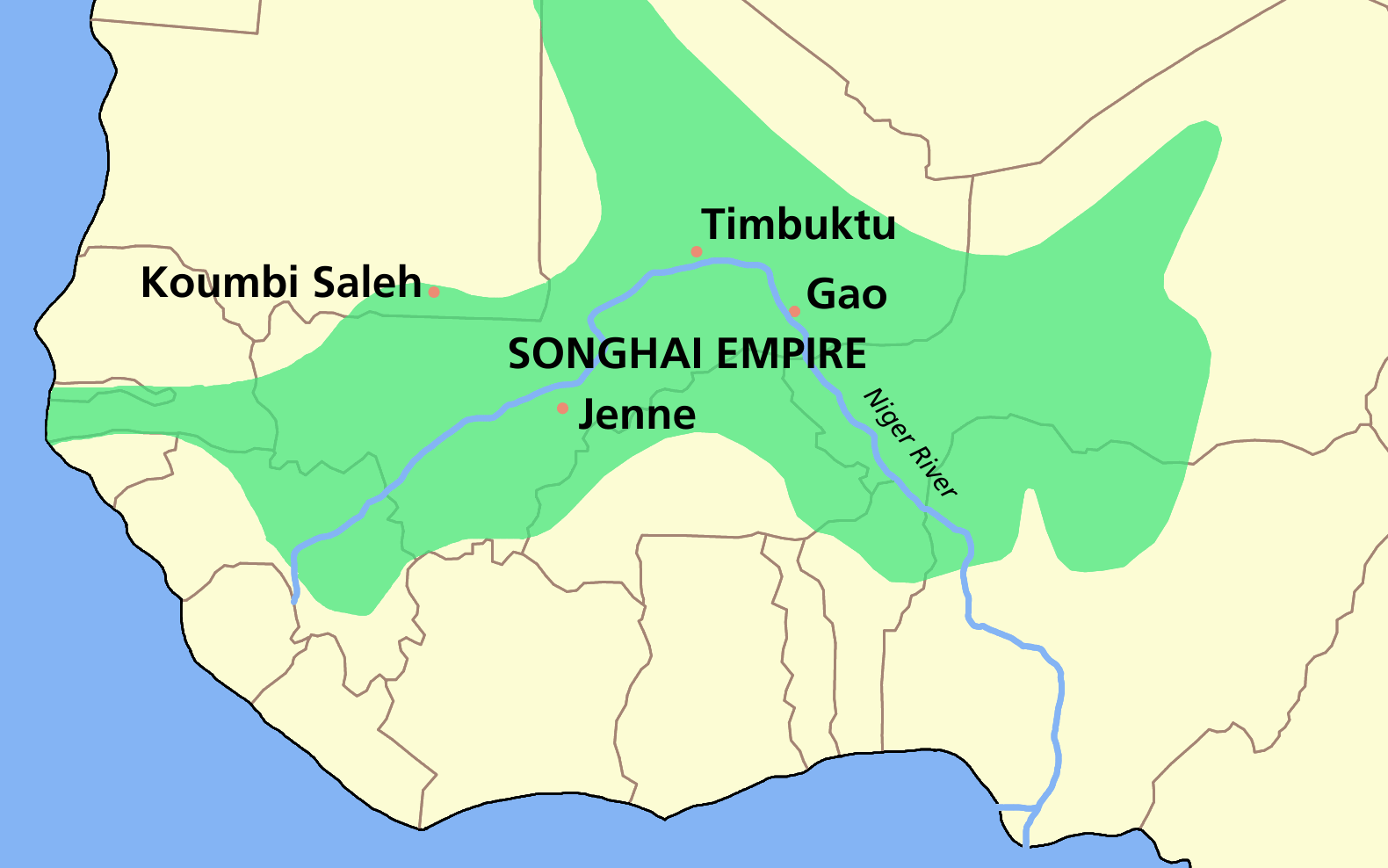
1500年頃のソンガイ帝国の支配領域

1492年にソンガイ王スンニ・アリが没した後、彼の跡を継いだ息子のスンニ・バルはイスラームへの帰依を拒否する声明を出した。都市部のイスラム教徒は自分たちが保持する権力の喪失、交易での損失を恐れ、スンニ・アリ配下の将軍ムハンマド・トゥレを擁して反乱を起こす。ムハンマド・トゥレはスンニ・バルの信仰の拒否を大義名分として、彼に戦いを挑んだ。1493年にガオ近郊のアンファオでムハンマドと彼の弟ウマル・コムディアーゴはスンニ・バルを破って即位し、後世では「アスキア・ムハンマド」「アスキア大王」として知られるようになる。1494年/96年、アスキア・ムハンマドは800人の騎兵隊と多数のウラマー（イスラームの学者）、300,000ディナールの大金を携えてメッカ巡礼に出立する。カイロでアル＝アズハル大学の大学者スユーティーから統治の助言を受け、メッカで現地のシャリーフから「スーダンのカリフ」の称号を授与された。スーダンからの巡礼者のために供する土地を獲得し、イスラム世界から支配の正当性を認められたアスキア・ムハンマドはソンガイに帰国する。帰国後、アスキア・ムハンマドはイスラームの教義に沿った法制度と慣習の整備に取り掛かった。
即位したアスキア・ムハンマドは北アフリカの学者マギーリーの助言に従い、イスラームに拠る中央集権化を試み、税制改革や官僚制の整備を実施した。イスラームの教えに基づいた改革を推進する一方、宮廷の儀式に関わる問題では非イスラム教徒の感情に配慮し、旧来の儀礼が保持された。アスキア朝は旧来の有力家系出身者以外にも登用の門戸を開き、才能のある人間は統治官に起用された。スンニ王朝を打倒して成立した政権の正当性を補強するため、アスキア・ムハンマドはトンブクトゥのウラマーとの関係を深め、トンブクトゥの科学・イスラーム諸学の黄金時代を。アスキア・ムハンマドはウラマーに恩給・物品を授与して敬意を表し、学問の発展に寄与した。
アスキア・ムハンマドはスンニ・アリの政治改革・領土拡張政策を継承し、さらに発展させていった。スーダン西部の中央地域はソンガイによって統一され、東方のハウサ諸王国を支配下に組み込んだ。アスキア・ムハンマドもスンニ・アリと同じく侵入者と戦うことを運命づけられ、1505年にボルグを攻撃した。1512年にアスキア・ムハンマドはディアラ人攻撃の指揮を執ってマシナとザラを占領し、ウマルはディアラ人に協力してソンガイの支配に抵抗するフラニ人を破った。遠征が成功を収めた後もアスキア・ムハンマドはさらに西に軍を派遣し、フータ・トロのデニアンケ人を攻撃した。帝国南部のバリバ人、モシ人、ドゴン人に対しての遠征も行われたが、失敗に終わる。
アスキア・ムハンマドの治下では新たな州の設置とともにスンニ・アリ時代の役人は王の腹心に挿げ替えられ、全てのイスラム都市にカーディー（判事）が配置された。また、ソンガイが戦争で獲得した奴隷には農地が与えられ、開発の促進のために農産物に課す税は軽減された。アスキア・ムハンマドは交易の振興に注力し、カーディーを通した公正な商取引の実現を試みる。規則が遵守されているかどうかを監視するために多くの市場監視人が置かれ、正確な計量機器が導入された。交易の利益を確保するためにハウサランド北方のアイルに拠るトゥアレグを砂漠に追いやり、アイルに植民都市を建設した。植民都市の建設に伴って多くのソンガイ人がアガデスの古代市場とその周辺に定住し、彼らの子孫も長くこの地に住み続ける。
1528年にアスキア・ムハンマドは失明し、長男のムーサーを初めとする息子たちによって廃位された。アスキア・ムハンマドが失脚した後、王位を巡る争いのためにソンガイ帝国は混乱に陥る。

## 子
- ムーサー（在位：1528年 - 1531年）
- ムハンマド（ベンカン・キリアイ、在位：1531年 - 1537年）
- イスマーイール（在位：1537年 - 1539年）
- イスハーク（在位：1539年 - 1549年）
- ダーウード（在位：1549年 - 1583年）